# Sunset on the Golden Age
Sunset on the Golden Age je čtvrté album skotské power metalové kapely Alestorm. Album bylo vydáno 1. srpna 2014 vydavatelstvím Napalm Records. V tomto albu poprvé účinkoval nový člen kapely Elliot Vernon.

## Seznam skladeb
| Pořadí         | Název                          | Hudba                                                    | Text                                                     | Délka |
| -------------- | ------------------------------ | -------------------------------------------------------- | -------------------------------------------------------- | ----- |
| 1.             | Walk the Plank                 | Bowes                                                    | Christopher Bowes, Ellliot Vernon                        | 4:07  |
| 2.             | Drink                          | Bowes                                                    | Bowes                                                    | 3:23  |
| 3.             | Magnetic North                 | Bowes                                                    | Bowes                                                    | 3:47  |
| 4.             | 1741 (The Battle of Cartagena) | Bowes                                                    | Bowes                                                    | 7:18  |
| 5.             | Mead from Hell                 | Bowes                                                    | Bowes                                                    | 3:41  |
| 6.             | Surf Squid Warfare             | Bowes, Dani Evans                                        | Bowes                                                    | 3:59  |
| 7.             | Quest for Ships                | Bowes, Vernon                                            | Elliot Vernon                                            | 4:34  |
| 8.             | Wooden Leg                     | Bowes, Gareth Murdock                                    | Bowes                                                    | 2:45  |
| 9.             | Hangover (Taio Cruz cover)     | Taio Cruz, Tramar Dillard, Lukasz Gottwald, Henry Walter | Taio Cruz, Tramar Dillard, Lukasz Gottwald, Henry Walter | 3:41  |
| 10.            | Sunset on the Golden Age       | Bowes, Peter Alcorn                                      | Bowes                                                    | 11:26 |
| 11.            | Oceans of Treasure             |                                                          |                                                          | 4:57  |
| 12.            | Rumpelkombo (Part III)         |                                                          |                                                          | 0:06  |
| Celková délka: | Celková délka:                 | Celková délka:                                           | Celková délka:                                           | 48:39 |

## Obsazení
Alestorm
- Christopher Bowes - zpěv, keytar
- Peter Alcorn - bubny
- Gareth Murdock - kontrabas
- Dani Evans - kytara
- Elliot Vernon - klávesové nástroje

Ostatní tvůrci
- Hildegard Niebuhr - housle
- Tobias Hain - trubka
- Jonas Dieckmann - trubka
- Bren Casey - doprovodné vokály

Produkce
- Lasse Lammert - producent, mastering
- Ingo Römling - zpracování